# Thierry Poiraud
Thierry Poiraud (* 1970 in Nantes) ist ein französischer Regisseur und Drehbuchautor. Er arbeitet häufig mit seinem Bruder Didier Poiraud zusammen.

## Leben
1995 debütierte Poiraud zusammen mit seinem Bruder mit dem Kurzfilm Les escarpins sauvages, einem Schwarzweiß-Stop-Motion-Film von 13 Minuten Länge. 1996 drehten die beiden für das Adventure-Videospiel Die Affäre Morlov, das in Paris spielt, die Videosequenzen. Es folgten die beiden Kurzfilm Duvetman (1997) und  Meurtre d'un broutemécouilles chinois (1998) zusammen mit dem Regisseur-Kollektiv Les United Blaireaux. Dieses Kollektiv veröffentlichte 2003 auch den Kurzfilm Die fantastische Nacht, der beim Brüsseler Kurzfilmfestival den Jameson Short Award sowie den Canal+-Preis der Universität Clermont-Ferrand gewann.
2004 drehten die beiden ihren ersten Langfilm Atomik Circus – Le retour de James Bataille, einen Horrorfilm, der unter anderem beim Fantasy Filmfest 2005 und beim Sitges aufgeführt wurde.
2008 folgte ein Dokumentarfilm über Vanessa Paradis und deren Divinidylle Tour.
2014 drehte Thierry Poiraud zusammen mit Benjamin Rocher den Fußball-Zombiefilm Goal of the Dead – Elf Zombies müsst ihr sein. 2015 folgte sein erster alleiniger Film, der Zombiefilm Alone, der in Spanien gedreht wurde. Seit 2017 ist er zusammen mit Julien Despaux Regisseur der Fernsehserie Zone Blanche.

## Filmografie
- 1994: Les escarpins sauvages (Kurzfilm)
- 1995: Die Affäre Morlov (L'affaire Morlo) (Videospiel)
- 1997: Duvetman (Kurzfilm)
- 1998: Meurtre d'un broutemécouilles chinois (Kurzfilm)
- 2003: Das fantastische Nacht (Kurzfilm)
- 2004: Atomik Circus, le retour de James Bataille
- 2008: Vanessa Paradis: Divinidylle Tour (Dokumentarfilm)
- 2011: Optus Croc Tennis (Kurzfilm)
- 2014: Goal of the Dead – Elf Zombies müsst ihr sein (Goal of the Dead)
- 2015: Alone (Don't Grow Up)
- 2017: Black Spot (Zone Blanche) (Fernsehserie)
- 2022: Infinity (Miniserie)